# McKayla Maroney
McKayla Rose Maroney (Aliso Viejo, 9 de dezembro de 1995) é uma ex-ginasta artística norte-americana. Ela era um membro da equipe de ginástica feminina dos EUA chamada "Fierce Five" nos Jogos Olímpicos de 2012, onde ganhou medalha de ouro por equipe e uma medalha de prata no salto sobre a mesa após uma queda. Maroney também defendeu o Título Mundial e ganhou a medalha de ouro no salto no Campeonato Mundial de 2013, tornando-se a primeira ginasta dos Estados Unidos a defender um título nos Campeonatos Mundiais.
A ginasta foi ao Mundial de Tóquio ao lado das companheiras Sabrina Vega, Jordyn Wieber, Alexandra Raisman, Gabrielle Douglas e Anna Li para conquistar a medalha de ouro por equipes, a frente da seleção russa, campeã no ano anterior. Nas provas individuais, foi à final do salto sobre a mesa, na qual encerrou também como campeã.
Uma fotografia dela com uma expressão de "não impressionada", tirada após ganhar a prata nas Olimpíadas de 2012, tornou-se um meme da Internet. Em 2016, ela se aposentou da ginástica competitiva.